# À l'ombre des pagodes
Pour plus de détails, voir Fiche technique et Distribution.
À l'ombre des pagodes (titre original : East of Suez) est un film muet américain réalisé par Raoul Walsh et sorti en 1925.

## Synopsis
Après avoir fait des études en Angleterre, Daisy Forbes retourne en Chine, son pays d'origine, et découvre que son père est mort récemment. Elle apprend que l'infirmière qui l'a élevée était sa mère. Daisy est amoureuse de George Tevis, le neveu du consul britannique, mais celui-ci se laisse influencer par son oncle, avec pour but un poste dans la carrière diplomatique…

## Fiche technique
- Titre original : East of Suez
- Réalisation : Raoul Walsh
- Scénario : Sada Cowan, d'après la pièce "East of Suez" de W. Somerset Maugham
- Photographie : Victor Milner
- Production : Jesse L. Lasky, Adolph Zukor
- Société de production : Famous Players-Lasky Corporation
- Société de distribution : Paramount Pictures Corporation
- Pays de production :  États-Unis
- Langue originale : anglais
- Format : noir et blanc — 35 mm — 1,37:1 — Film muet
- Genre : Mélodrame
- Durée : 70 minutes
- Date de sortie :
  - États-Unis : : 12 janvier 1925

## Distribution
- Pola Negri : Daisy Forbes
- Edmund Lowe : George Tevis
- Rockliffe Fellowes : Harry Anderson
- Noah Beery : le consul anglais
- Sōjin Kamiyama : Lee Tai
- Lulu Wong Wing : Amah
- Florence Regnart : Sylvia Knox
- Charles Requa : Harold Knox
- E.H. Calvert : Sidney Forbes
- Jesse Fuller